# Piemontščina
Piemontščina ali piemonteščina (piemontsko Lenga piemontèisa) je romanski jezik, ki ga govori približno 2-3 milijonov ljudi v deželi Piemontu, v Severni Italiji. Veliko jih meni, da je piemontščina italijansko narečje, vendar ne pripada isti jezikovni skupini kot italijanščina. Piemontski jezik je galoitalski jezik, medtem ko je italijanščina (ki se naslanja na toskansko narečje) del italskih jezikov.

## Značilnosti
Piemontščina je ohranila nekatere keltsko-ligurske substrate, pozneje pa je prevzela mnogo besed iz francoščine, okcitanščine (provansalščine), nemščine in italijanščine ter nekaj jih iz španščine, katalonščine in arabščine.
Piemontski jezik se deli na tri velika narečja. Lahko zasledimo v njej veliko alteracijo glasu, ki je ni v italijanščini. Piemontske besede so zelo krajše od italijanskih. Ima devet samoglasnikov: i o e/é è u eu ë a ò. Trije od teh manjkajo v italijanščini.
Nekatere besede, ki so v italijanščini moškega spola v piemontščini so ženskega. Samostalniki moškega spola nimajo množinske oblike razen tistih, ki se končujejo na glas -l. Za piemontščino je značilna (kot v francoščini) rotacija.

## Drugo
Piemontska književnost je nastala v 12. stoletju. V 19. stoletju je bil literarni razcvet, ko je nastalo veliko romanov, tragedij in epskih del v piemontskem jeziku.
Za materni jezik je pietmonščino imel tudi papež Frančišek.